# Juan Herbage
Juan Herbage (Burdeos, Francia, c. 1810-Chile, ?) fue un arquitecto e ingeniero francés, autor de numerosas obras en Chile hacia mediados del siglo XIX.

## Familia
Juan Herbage contrajo matrimonio en Francia con Segunda Moussou. En la ciudad de Bordeaux, el año 1835, nació el primogénito de la familia, Eugenio Santiago Herbage Moussou.

## Residencia en Chile
Hacia 1840 llega a Chile recomendado al gobierno por Francisco Javier Rosales, al igual que Brunet de Baines, recibiendo el encargo de levantar un plano de la ciudad de Santiago junto a su compatriota Pierre Dejean y el edificio del Instituto Nacional. En 1844 recibe su primer encargo fuera de Santiago, el diseño de la Catedral de La Serena. Además de reparaciones en las iglesias coloniales de San Agustín y Santo Domingo en la misma ciudad. Un año después el Intendente Melgarejo le encarga levantar un plano topográfico del puerto de Coquimbo. En 1850 diseña el edificio de la Universidad de Chile y en 1853 las catedrales de Concepción y Rancagua (1861), lamentablemente la catedral de Concepción resultaría dañada en el terremoto de 1939 y luego demolida, mismo destino tuvo el edificio del Instituto Nacional.
En el año de 1872, la Guía General de la ciudad de Santiago lo describiría como uno de los tantos profesionales franceses radicados en la ciudad de Santiago, residente en la calle de Agustinas.
Todos los edificios públicos diseñados por Juan Herbage, que se mantienen en la actualidad, tienen la categoría de Monumento Nacional o Inmueble de Conservación Histórica.
Su hijo, Eugenio Herbage, también fue arquitecto. Se establecería en Ovalle y sería el autor del proyecto de la Iglesia San Vicente Ferrer en dicha ciudad hacia 1860.

## Obras

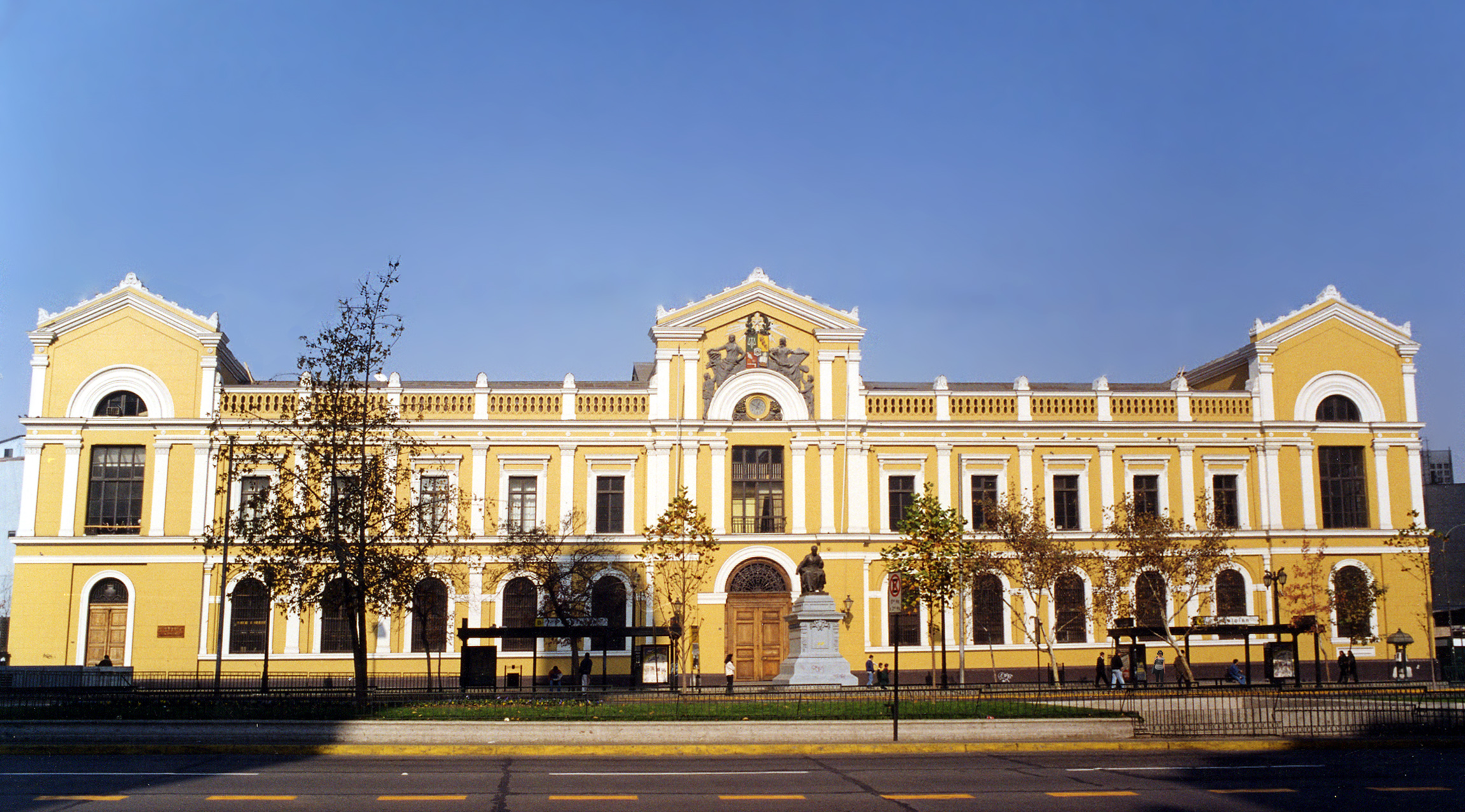
Casa Central de la Universidad de Chile.
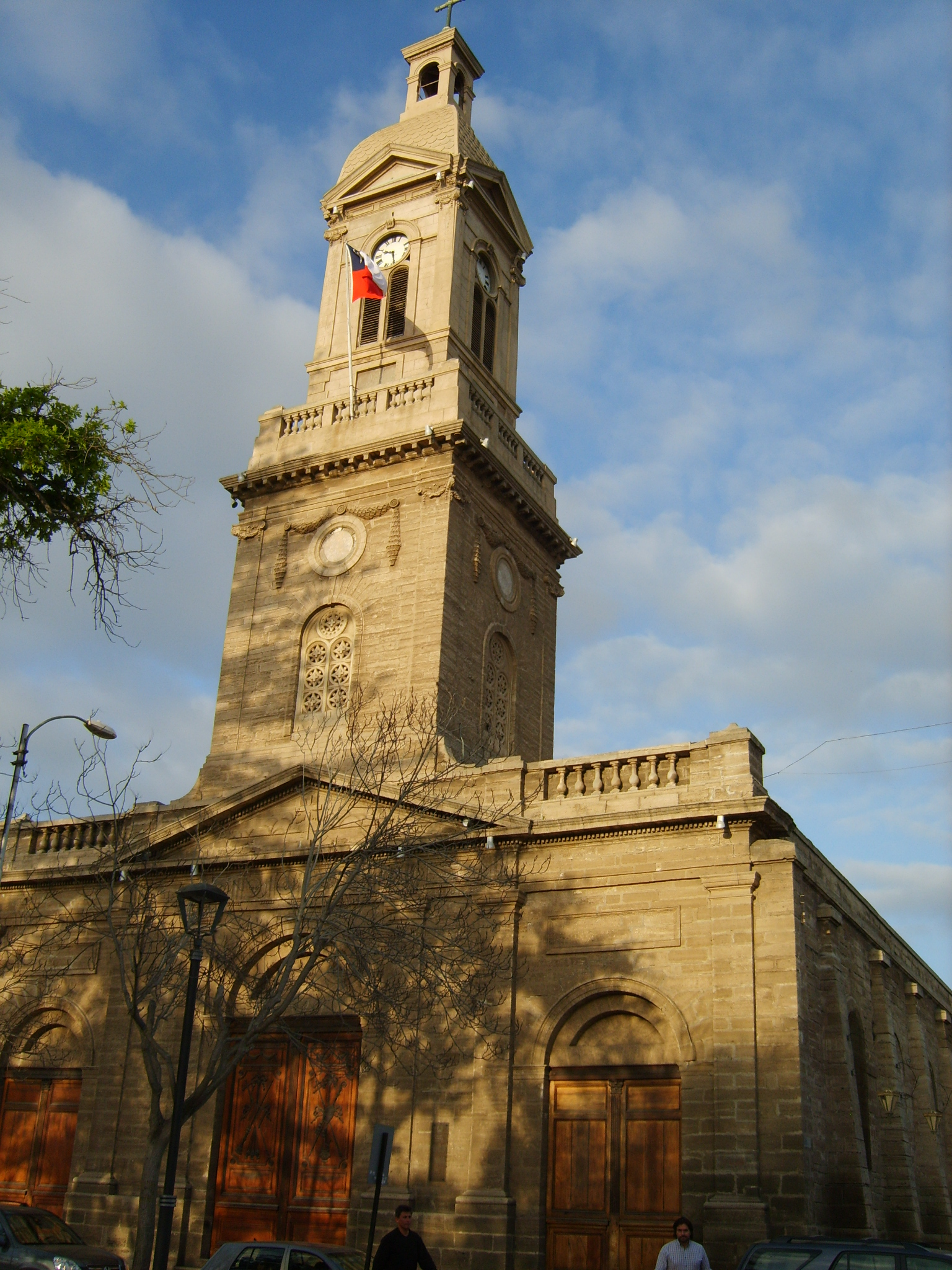
Catedral de La Serena.
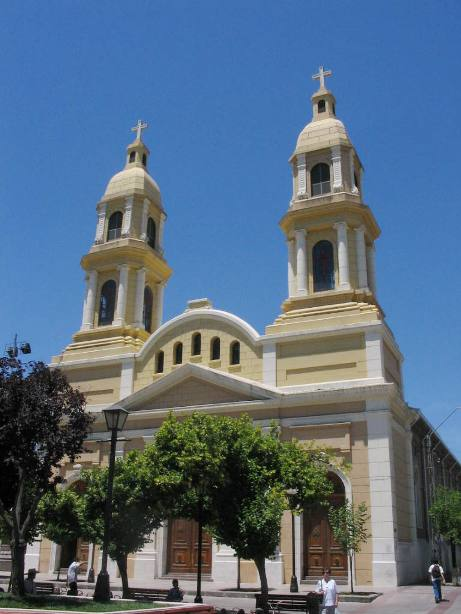
Catedral de Rancagua.
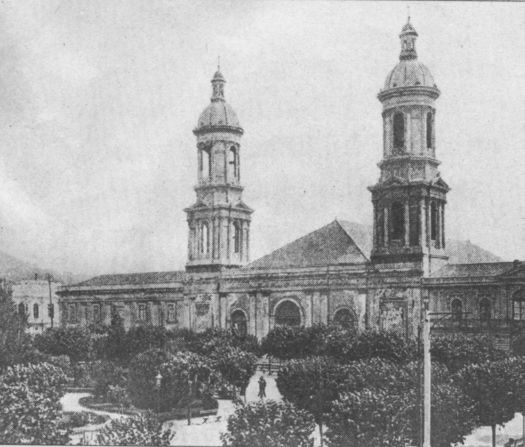
Ex Catedral de Concepción